# V744 Возничего
V744 Возничего (лат. V744 Aurigae) — двойная затменная переменная звезда типа W Большой Медведицы (EW) в созвездии Возничего на расстоянии (вычисленном из значения параллакса) приблизительно 15509 световых лет (около 4755 парсеков) от Солнца. Видимая звёздная величина звезды — от +16,32m до +15,96m. Орбитальный период — около 0,4432 суток (10,638 часов).

## Характеристики
Первый компонент — жёлтая звезда спектрального класса G. Эффективная температура — около 5112 K.
Второй компонент — жёлтая звезда спектрального класса G.